# Heixvan
Heixvan o Marheixvan és el nom d'un mes del calendari hebreu que correspon als mesos d'octubre o novembre. El seu nom significa "vuitè mes", ja que aquest és el lloc que ocupa en el calendari eclesiàstic. A la Bíblia se l'anomena també Bul, una paraula fenícia.

## Celebracions
- El Sigd se celebra el dia 29 del mes de Heixvan, 50 dies, (7 setmanes) després del dia de Yom Kippur.
- Durant aquest mes es prega per la pluja que assegura les collites anuals, en record del Diluvi
- Es recorda la mort d'Isaac Rabin, un dia que ha estat incorporat al calendari d'Israel